# Spejderen
Spejderen er en dansk stum spillefilm fra 1912 produceret af Det Skandinavisk-Russiske Handelshus ("SRH") og instrueret af Johan Christensen efter manuskript af Robert Schyberg.
Filmen havde dansk premiere den 20. september 1912 i Victoria-Teatret og blev i udlandet distribueret under titlerne Die Pfadfinder og The boy scout hero.

## Handling
Den fattige dreng Christian drømmer om at blive spejder. Efter at have hjulpet nogle spejdere med at bekæmpe røvere, bliver han optaget i truppen og udvikler sig hurtigt til en modig leder. Han imponerer blandt andet ved at redde en pige fra en fræk abe og senere ved at befri to unge kvinder, der trues af oversvømmelse, efter at nogle slyngler har åbnet en sluse. Christian ender som helten og bliver anerkendt både af spejderne og deres familier. Filmens afslutning hylder spejderbevægelsen og Christians mod.

## Medvirkende
- Gudrun Houlberg som en ung dame
- Valdemar Møller
- Einar Rosenbaum
- Hildur Møller
- Søren Fjelstrup